# Джелам
Джелам (на санскрит: वितस्ता, кашмирски – Vyeth, на хинди: झेलम; на пенджабски: ਜੇਹਲਮ (гурмукхи), دریاۓ جہلم (шахмукхи)) е река в Индия и Пакистан, десен приток на Чинаб (дясна съставяща на Панджнад, ляв приток на Инд). Дължина 720 km (по други данни 810 km), площ на водосборния басейн 55 300 km². Река Джелам води началото си от северния склон на хребета Пир Панджал (крайната западна част на Малките Хималаи), на 3017 m н.в. В горното си течение пресича по цялото ѝ протежение от югоизток на северозапад Кашмирската долина и протича през езерото Вулар (най-голямото езеро в Хималаите. Тук тя има спокойно течение и е плавателна за плитко газещи речни съдове. След това чрез дълбок и тесен каньон заобикаля от северозапад хребета Пир Панджал, насочва се на юг и след изтичането си от язовира Мангла излиза от планините и навлиза в Индо-Гангската равнина, където отново става плавателна. Основни притоци: леви – Пунч; десни – Синдх, Кишанганга, Кунар, Бунха. Среден годишен отток 895 m³/s, а по време на летните мусони – над 20 000 m³/s. Има голямо значение за земеделието, тъй като захранва няколко големи напоителни канали (най-голям Долноджеламски). По течението ѝ са разположени градовете Шринагар, Сопур и Барамула в Индия, Джелам, Бхери и Хушаб в Пакистан. Под елинистичното си име Хидасп реката е известна като арена на последната голяма битка на Александър Македонски..